# Comeback (Glee)
«Comeback» es el decimotercer episodio de la segunda temporada de la serie de televisión estadounidense Glee. Fue emitido por primera vez en Estados Unidos el 15 de febrero de 2011, por la cadena FOX.
El episodio incluye dos canciones del cantante Justin Bieber: una cantada por Sam, dedicándosela a Quinn, y otra cantada por los chicos de New Directions, excepto Finn (Puck, Sam, Artie y Mike). Previo al estreno de este episodio, Ryan Murphy afirmó: "Estamos haciendo un episodio en el cual Sam le canta una canción de Justin Bieber a Quinn para que ella vuelva con él, incluso llegando a copiar su peinado, su estilo de vestir, etc. Pero eso solo será una pequeñísima parte de un gran episodio, que tendrá muchísimas otras cosas".

## Trama
Después de que su equipo de porristas pierde una competencia por primera vez en siete años, la entrenadora Sue Sylvester (Jane Lynch) se deprime y pone en escena un aparente suicidio mediante una "sobredosis" de vitaminas gomosas. Su colega, la consejera escolar Emma Pillsbury (Jayma Mays), sugiere que se una temporalmente al club Glee de la escuela, New Directions, para animarla. Con la esperanza de crear discordia dentro del grupo, Sue enfrenta a los miembros Mercedes (Amber Riley) y Rachel (Lea Michele) entre sí. Su plan es contraproducente cuando un dúo entre los dos resulta en una profundización de su respeto mutuo vocalmente. En un intento por sacar lo bueno de Sue, el director del club Will Schuester (Matthew Morrison) la lleva a un pabellón de cáncer pediátrico, donde cantan "This Little Light of Mine" con los pacientes.
El miembro del club Sam Evans (Chord Overstreet) establece una banda de tributo al cantante adolescente Justin Bieber, que él llama "The Justin Bieber Experience", con la esperanza de ganarse a su novia Quinn (Dianna Agron), quien sospecha que aún tiene sentimientos por su exnovio Finn (Cory Monteith). Sam interpreta a "Baby" de Bieber para el club Glee y se lo dedica a Quinn; La actuación también entusiasma a las otras chicas del club. Varios de los miembros masculinos, Puck (Mark Salling), Artie (Kevin McHale) y Mike (Harry Shum, Jr.), Están impresionados por el efecto que tiene sobre las chicas, y lo convencen para que les permita unirse a su banda de tributo. El cuarteto luego interpreta "Somebody to Love", y recrea el video musical de la canción en el auditorio para el deleite de las chicas. Quinn elige a Sam sobre Finn, pero cuando Santana López (Naya Rivera) convence a Sam de que Quinn lo engañó, rompe con ella y comienza a salir con Santana.
Mientras tanto, Lauren Zizes (Ashley Fink) le pide a Puck que la ayude con su primer solo en el club Glee. Con la ayuda de Puck, ella interpreta "I Know What Boys Like" de The Waitresses, y con un truco que él le enseñó, imagina a los miembros del club en ropa interior para su confianza. Más tarde, Sue sugiere que el club interprete el himno "Sing" de My Chemical Romance, ya que deben presentar un himno en la próxima competencia Regional. Ensayan la canción, y es bien recibida por la mayoría de los miembros, que ignoran la sugerencia de Rachel de que deberían componer un himno original. Su semana con New Directions finalizada, Sue revela que se ha convertido en la entrenadora vocal de uno de los competidores regionales del club Glee, Aural Intensity.

## Recepción

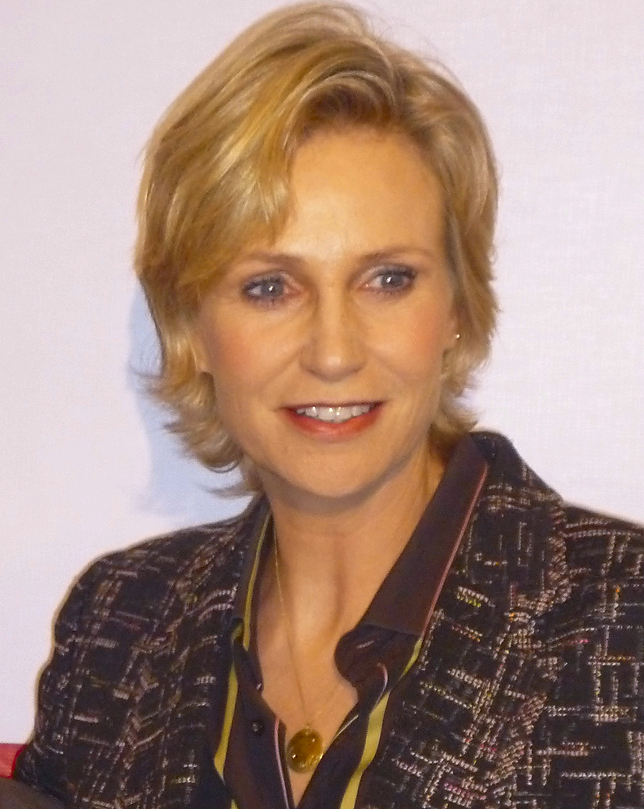
Jane Lynch el 4 de diciembre de 2008.

### Audiencia
"Comeback" fue visto por 10.53 millones de espectadores en los Estados Unidos. Obtuvo una cuota en pantalla de 4.2/12 en el grupo demográfico de 18 a 49, lo que lo convirtió en el programa con la calificación más alta de la noche. Fue el tercer programa guiado más visto de la semana entre adultos de 18 a 49 años de edad, y se ubicó en el lugar 21 entre todos los espectadores. El episodio disminuyó en un 9 por ciento y en 1.12 millones de espectadores en el episodio anterior, "Silly Love Songs".
Con su transmisión en Canadá, también el 15 de febrero de 2011, "Comeback" alcanzó 1,75 millones de espectadores y se ubicó en el 18º lugar en el ranking del programa semanal. Fue nuevamente en "Silly Love Songs", que ocupó el décimo lugar y fue visto por 2.08 millones de espectadores. En Australia, donde se emitió el episodio el 28 de febrero de 2011, fue visto por 909,000 espectadores y fue el 11 ° programa más visto de la noche. La audiencia fue ligeramente inferior en el episodio anterior, que atrajo a 921,000 espectadores y también se ubicó en el puesto 11. En el Reino Unido, el episodio se emitió el 4 de abril de 2011. Logró 2,57 millones de espectadores, 2,14 millones en E4 y 427,000 en E4 + 1, y fue el programa más visto en cable de la semana. La audiencia volvió a disminuir ligeramente con respecto al episodio anterior, que atrajo a 2.63 millones de espectadores. .

### Críticas
El episodio recibió críticas mixtas de los críticos. Bobby Hankinson de Houston Chronicle y Jenna Mullins E! Online se mostró complacida por cómo "Comeback" les recordó los primeros episodios de Glee Mullins elogió el regreso de la caracterización familiar, y Hankinson comentó: "Se sintió como en los viejos tiempos, y se sintió bien". Aunque observó que el episodio fue ligero en la trama, Hankinson elogió la escritura y la comedia. Lisa Respers France de CNN encontró el título del episodio apto, ya que Glee estaba "disparando a toda máquina" con poco margen de mejora. Erica Futterman de Rolling Stone estaba "gratamente sorprendida", ya que había anticipado una disminución en la calidad del episodio anterior, y Kevin Fallon de The Atlantic comentó que, aparte de los chistes de Bieber, "el resto del episodio fue escrito bruscamente y cargado de chistes autorreferenciales". Otros críticos encontraron "Comeback" mediocre. Sandra González de Entertainment Weekly escribió que estaba "un poco fuera de lugar", Emily VanDerWerff The A.V Club, sintió que "faltaba algo", y Robert Canning de IGN lo consideró "bueno e inofensivo", pero en los últimos momentos olvidable. Amy Reiter de Los Angeles Times estaba "un poco decepcionada" en el episodio por falta de creatividad y madurez emocional. James Poniewozik de Time lo consideró uno de sus episodios menos favoritos, por "ni siquiera [ser] malo de una manera memorable". Señaló que "Comeback" era "esencialmente una colección de "subtramas", y cuestionó su propósito.
La historia de Sue obtuvo muchas críticas desfavorables. Reiter criticó su caracterización y la llamó "inconsistente". Si bien VanDerWerff fue más favorable, escribió que los chistes de Sue sobre cometer "Sue-icide" no eran "lo suficientemente oscuros como para provocar un estallido o una risa sobresaltada ni lo suficientemente gracioso", y calificó la escena en la sala de oncología pediátrica como "mal juzgada y hilarante e inapropiadamente". Meghan Brown de The Atlantic, encontró el uso de niños enfermos como  "ofensivo", y llamó al intento de suicidio de Sue "mal gusto". Miriam Krule de NPR sintió que Glee trató el suicidio demasiado a la ligera, y al hacerlo envió un mensaje mixto a su audiencia juvenil. Poniewozik escribió que Sue se ha convertido en "una carga en el programa", y la describió como "un personaje reventador que se libró de las limitaciones de un personaje reconocible".

## Comercialización
De las cinco versiones publicadas en el episodio, la canción de "This Little Light of Mine" no fue lanzada, cuatro debutaron en el Billboard Hot 100 y aparecieron en otras listas musicales. Estas mismas cuatro canciones también aparecieron en el sexto álbum de la banda sonora de la serie, Glee: The Music, Volume 5. En el Hot 100, la versión de "Baby" del programa debutó en el número cuarenta y siete, fue en el número cincuenta y dos en el Billboard Canadian Hot 100. La versión de "Sing" debutó en el Hot 100 en el puesto número cuarenta y nueve, situándose más alta que la original de My Chemical Romance, que subió del número noventa y dos al número cincuenta y ocho, su mejor presentación hasta ese punto;  en Canadá, ambas versiones se estrenaron en el Canadian Hot 100 en la misma semana, con la versión Glee en el número treinta y siete, el más alto de los cuatro sencillos de Glee, mientras que el original alncanzó el puesto veinte. Las otras dos canciones en el Hot 100 fueron "Take Me or Leave Me" en el número cincuenta y uno, que también fue número sesenta en el Canadian Hot 100 , y "Somebody to Love" en el número sesenta y dos, que también fue número cincuenta tres en el Canadian Hot 100. "I Know What Boys Like" no se posicionó.